# 彼得·邦伯斯
彼得·邦伯斯（英語：Peter Bumbers，1926年3月16日—），澳大利亚男子篮球运动员。他曾随国家队参加了1956年夏季奥林匹克运动会男子篮球比赛，最终队伍获得第十二名。